# Filtre coupe-bande
Un filtre coupe-bande aussi appelé filtre réjecteur de bande ou filtre cloche est  un filtre empêchant le passage d'une partie des fréquences.

## Description
Il est composé d'un filtre passe-haut et d'un filtre passe-bas dont les fréquences de coupure sont souvent proches mais différentes, la fréquence de coupure du filtre passe-bas est systématiquement inférieure à la fréquence de coupure du filtre passe-haut.
Les récepteurs radio utilisés par les radioamateurs sont souvent munis d'un filtre réjecteur réglable, il permet d'éliminer les sifflements et certaines perturbations du signal audio, on lui donne le nom de filtre notch (de l'anglais notch qui signifie encoche).
Si le filtre se comporte de manière symétrique entre les deux fréquences de coupure, il peut être caractérisé par sa fréquence centrale. Par exemple, pour un filtre anti-parasite agissant entre 49  et   51 Hz, sa fréquence centrale sera de 50 Hz.